# Andrea Miklós
Andrea Miklós (ur. 17 kwietnia 1999 w Klużu-Napoce) – rumuńska lekkoatletka specjalizująca się w biegach sprinterskich.
Na początku 2016 zdobyła brązowy medal halowych mistrzostw świata w Portland w sztafecie 4 × 400 metrów.

## Osiągnięcia
| Rok  | Impreza                                   | Miejsce        | Konkurencja             | Lokata     | Wynik   |
| ---- | ----------------------------------------- | -------------- | ----------------------- | ---------- | ------- |
| 2015 | Mistrzostwa świata juniorów młodszych     | Cali           | bieg na 400 metrów      | 7. miejsce | 53,29   |
| 2015 | Letni europejski festiwal młodzieży       | Tbilisi        | bieg na 400 metrów      | 1. miejsce | 53,68   |
| 2016 | Halowe mistrzostwa świata                 | Portland       | sztafeta 4 × 400 metrów | 3. miejsce | 3:31,51 |
| 2016 | Mistrzostwa Europy                        | Amsterdam      | sztafeta 4 × 400 metrów | 8. miejsce | 3:30,63 |
| 2016 | Mistrzostwa Europy juniorów młodszych     | Tbilisi        | bieg na 400 metrów      | 1. miejsce | 52,70   |
| 2016 | Igrzyska olimpijskie                      | Rio de Janeiro | sztafeta 4 × 400 metrów | eliminacje | 3:29,87 |
| 2017 | Mistrzostwa Europy juniorów               | Grosseto       | bieg na 400 metrów      | 2. miejsce | 52,31   |
| 2017 | I liga drużynowych mistrzostw Europy      | Vaasa          | sztafeta 4 × 400 metrów | 1. miejsce | 3:31,83 |
| 2018 | Mistrzostwa świata juniorów               | Tampere        | bieg na 400 metrów      | 2. miejsce | 52,07   |
| 2018 | Mistrzostwa Europy                        | Berlin         | bieg na 400 metrów      | półfinał   | 52,49   |
| 2018 | Mistrzostwa Europy                        | Berlin         | sztafeta 4 × 400 metrów | 7. miejsce | 3:32,15 |
| 2019 | Halowe mistrzostwa Europy                 | Glasgow        | bieg na 400 metrów      | eliminacje | 53,87   |
| 2019 | Młodzieżowe mistrzostwa Europy            | Gävle          | bieg na 400 metrów      | 3. miejsce | 52,66   |
| 2019 | Młodzieżowe mistrzostwa Europy            | Gävle          | sztafeta 4 × 400 metrów | eliminacje | 45,96   |
| 2019 | I liga drużynowych mistrzostw Europy      | Sandnes        | bieg na 400 metrów      | 4. miejsce | 53,28   |
| 2019 | I liga drużynowych mistrzostw Europy      | Sandnes        | sztafeta 4 × 400 metrów | 5. miejsce | 3:35,80 |
| 2021 | Halowe mistrzostwa Europy                 | Toruń          | bieg na 400 metrów      | 6. miejsce | 52,10   |
| 2023 | II dywizja drużynowych mistrzostw Europy  | Chorzów        | bieg na 400 metrów      | 1. miejsce | 50,67   |
| 2023 | II dywizja drużynowych mistrzostw Europy  | Chorzów        | sztafeta mieszana       | 2. miejsce | 3:14,83 |
| 2023 | Mistrzostwa świata                        | Budapeszt      | bieg na 400 metrów      | półfinał   | 50,77   |
| 2024 | Halowe mistrzostwa świata                 | Glasgow        | bieg na 400 metrów      | półfinał   | 51,83   |
| 2024 | Mistrzostwa Europy                        | Rzym           | bieg na 400 metrów      | 5. miejsce | 50,71   |
| 2024 | Igrzyska olimpijskie                      | Paryż          | bieg na 400 metrów      | półfinał   | 50,78   |
| 2025 | III dywizja drużynowych mistrzostw Europy | Maribor        | bieg na 400 metrów      | 4. miejsce | 51,35   |
| 2025 | III dywizja drużynowych mistrzostw Europy | Maribor        | sztafeta mieszana       | 3. miejsce | 3:14,71 |

## Rekordy życiowe
- bieg na 400 metrów (stadion) – 50,54 (2024)
- bieg na 400 metrów (hala) – 51,11 (2024)

29 czerwca 2025 w Madrycie rumuńska sztafeta mieszana 4 × 400 metrów z Miklós na ostatniej zmianie wynikiem 3:14,71 ustanowiła aktualny rekord kraju w tej konkurencji.